# ヴォロンウェ
ヴォロンウェ（Voronwë、太陽の時代? - ?）は、J・R・R・トールキンの中つ国を舞台とした小説、『シルマリルの物語』、『終わらざりし物語』の登場人物。かれはゴンドリンの王トゥアゴン臣下のノルドール・エルフの水夫であった。かれはヴァラールの助力を請うためにヴァリノールへと船出したが、船は沈み、かれひとりが生き残った。打ち上げられた岸辺で出会ったウルモの使者トゥオルを、ゴンドリンへと案内した。
かれの名前ヴォロンウェとはクウェンヤで「揺るぎない（steadfast）」を意味する。シンダール語形では、ブロンウェグ（Bronweg）。
父はノルドールのアランウェ。母はファラスリムで、キーアダンの親族だった。

## トゥアゴンの使者
ヴォロンウェの父アランウェは、フィンゴルフィンと共にヘルカラクセを越えて、アマンから中つ国へとやってきたノルドールの上のエルフだった。かれはトゥアゴンの領地ネヴラストに住み、船造りキーアダンの親族であるファラスリムの娘を娶った。ヴォロンウェはネヴラストに生を受け、トゥアゴンがその民を率いてゴンドリンに移り住むと、かれもまたゴンドリンに住んだ。
モルゴスによってファラスが荒廃し、キーアダンがバラール島へと脱出したことを知ると、トゥアゴンはヴァラールの助力を請うために、キーアダンのもとに使者の一団を送った。ヴォロンウェもその母から受け継いだ海への愛情のため、使者の一人に選ばれた。
かれは道中のナン＝タスレンで使命を忘れて楽しんだ。しかしかれが川にいかだを浮かべると、風がかれを海まで運び、使者の中で最後にキーアダンの待つシリオンの河口にたどり着いた。
ヴォロンウェはキーアダンの手による七隻目にして最後の船に乗り込むと、ヴァリノールへ向けて旅立った。使者たちの乗った船は七年に渡って大海をさまよったあと、諦めて中つ国へ戻ることにした。かれが故郷のタラス山を認めたとき、強風によって船は打ち壊され沈んだ。ウルモの手によって救われたヴォロンウェだけは生きながらえ、ネヴラストの海岸でトゥオルと出会った。

## トゥオルの先導者
トゥオルはウルモに課された使命をヴォロンウェに明かし、二人はともにゴンドリンへと向かった。冬の寒さとオークの追跡に苦しみながら、二人は隠れ王国にたどり着いた。

## ゴンドリンの流謫者
ゴンドリン没落の際、トゥオルは集められる限りの民を率いて秘密の通路を通って脱出した。ヴォロンウェもその一団のひとりだった。避難の道中にかれは再びナン＝タスレンを訪れ、初めて出会ったときにトゥオルが予言したとおり、シリオンの河口で再び海に着いた。その後のかれの運命はあきらかではない。